# Esterházy Karolina
Gróf galánthai Esterházy Karolina (Pozsony, 1811. szeptember 6. – Pozsony, 1851. március 14.) tanítványa és barátja a híres zeneszerzőnek, Franz Schubertnek. A "Fantasia in F minor D 940" című darabját Esterházy Karolina grófnőnek dedikálta a zeneszerző.

## Élete
A magyar főnemesi gróf galánthai Esterházy családnak a sarja. Apja, gróf Esterházy János (1775–1834), földbirtokos, anyja gróf tolnai Festetics Rozália (1784–1854) volt. Az apai nagyszülei gróf Esterházy János (1750–1778), földbirtokos és gróf monyorókeréki és monoszlói Erdődy Terézia (1748–1794) voltak. Az anyai gróf tolnai Festetics József (1758-c.1843), földbirtokos és Elisabeth von Sandersleben (†1794) voltak. A fiatal grófnő számára Franz Schubert zeneórákat tartott 1818 és 1824 nyarán az Esterházy családi Zselízi uradalmában ahol tágas kastélyuk volt. A jelentős zenei kotta gyűjteménye után ítélve, szenvedélyes és tehetséges zongorista lehetett a fiatal grófnő. 1824. nyara után továbbra is barátságban marad Schuberttel egészen a zeneszerző haláláig 1828-ban.
1844. április 4.-én Esterházy Karolina házasságot kötött Karl Folliott de Crenneville-Poutet gróffal (Bécs, 1811. március 28.–Linz, 1873. július 21.), azonban a házasságuk rövidnek bizonyult és néhány hónap után különváltak. 1851. március 14.-én hunyt el Pozsonyban a 46 éves grófnő.
Schubert és Esterházy Karolina grófnő közti viszony századok óta nagy nyitott kérdésnek számitott. Schubert barátai úgy gondolták a zeneszerző teljesen szerelmes volt a fiatal grófnőbe, és több hivatkozás is van az irományaiban. Eduard von Bauernfeld írta az egyik barátjának, azt hogy: "Valójában fülig szerelmes volt egyik tanítványába, egy fiatal Esterházy grófnőbe [...]. Ottani órái mellett időről időre meglátogatta a gróf otthonát is[...] Ilyen alkalmakkor Schubert elégedetten állt hátra, nyugodtan maradt imádott tanítványa mellett, és egyre mélyebben a szívébe tolta a szerelem nyilát. [...] Karolina grófnőt látható, jótékony múzsának tekinthetjük, mint ennek a Tasso című zeneszerzőnek a Leonore-ját."